# ليكس لوغر
ليكس لوغر (بالإنجليزية: Lex Luger) مصارع أمريكي محترف متقاعد ولد في مدينة بوفالو بولاية نيويورك في 2 يونيو 1958 بدا مسيرته الفنية عام 1985 واعتزل المصارعة عام 2005 .

## روابط خارجية
- ليكس لوغر على موقع JustSportsStats.com (الإنجليزية)
- ليكس لوغر على موقع دبليو دبليو إي (الإنجليزية)
- ليكس لوغر على موقع WrestlingData.com (الإنجليزية)
- ليكس لوغر على موقع CageMatch worker (الإنجليزية)
- ليكس لوغر على موقع قاعدة بيانات المصارعة على الإنترنت (الإنجليزية)
- ليكس لوغر على موقع عالم المصارعة على الإنترنت (الإنجليزية)

- ليكس لوغر على موقع IMDb (الإنجليزية)
- ليكس لوغر على موقع أول موفي (الإنجليزية)
- ليكس لوغر على موقع قاعدة بيانات الفيلم (الإنجليزية)
- Just Sports Stats
- Aug 16 2013 Audio Interview with Lex Luger